# 白河都市圏
白河都市圏（しらかわとしけん）とは、福島県白河市を中心とする都市圏のこと。

## 定義
一般的な都市圏の定義については都市圏を参照のこと。

### 都市雇用圏（10% 通勤圏）
白河市を中心市とする都市雇用圏（10 % 通勤圏）の人口は15万657人（2010年国勢調査基準）。

#### 都市圏の変遷
- 10 % 通勤圏に入っていない自治体は、各統計年の欄で灰色かつ「-」で示す。

| 自治体 ('80) | 1980年                | 1990年                | 2000年                | 2005年                | 2010年                 | 2015年                 | 自治体 （現在） |
| ------------ | --------------------- | --------------------- | --------------------- | --------------------- | ---------------------- | ---------------------- | --------------- |
| 東村         | -                     | 白河 都市圏 8万6678人 | 白河 都市圏 9万6786人 | 白河 都市圏 9万7136人 | 白河 都市圏 15万0657人 | 白河 都市圏 14万7080人 | 白河市          |
| 白河市       | 白河 都市圏 7万2914人 | 白河 都市圏 8万6678人 | 白河 都市圏 9万6786人 | 白河 都市圏 9万7136人 | 白河 都市圏 15万0657人 | 白河 都市圏 14万7080人 | 白河市          |
| 表郷村       | 白河 都市圏 7万2914人 | 白河 都市圏 8万6678人 | 白河 都市圏 9万6786人 | 白河 都市圏 9万7136人 | 白河 都市圏 15万0657人 | 白河 都市圏 14万7080人 | 白河市          |
| 大信村       | 白河 都市圏 7万2914人 | 白河 都市圏 8万6678人 | 白河 都市圏 9万6786人 | 白河 都市圏 9万7136人 | 白河 都市圏 15万0657人 | 白河 都市圏 14万7080人 | 白河市          |
| 西郷村       | 白河 都市圏 7万2914人 | 白河 都市圏 8万6678人 | 白河 都市圏 9万6786人 | 白河 都市圏 9万7136人 | 白河 都市圏 15万0657人 | 白河 都市圏 14万7080人 | 西郷村          |
| 泉崎村       | 白河 都市圏 7万2914人 | 白河 都市圏 8万6678人 | 白河 都市圏 9万6786人 | 白河 都市圏 9万7136人 | 白河 都市圏 15万0657人 | 白河 都市圏 14万7080人 | 泉崎村          |
| 中島村       | -                     | -                     | 白河 都市圏 9万6786人 | 白河 都市圏 9万7136人 | 白河 都市圏 15万0657人 | 白河 都市圏 14万7080人 | 中島村          |
| 矢吹町       | -                     | -                     | -                     | -                     | 白河 都市圏 15万0657人 | 白河 都市圏 14万7080人 | 矢吹町          |
| 棚倉町       | -                     | -                     | -                     | -                     | 白河 都市圏 15万0657人 | 白河 都市圏 14万7080人 | 棚倉町          |
| 塙町         | -                     | -                     | -                     | -                     | 白河 都市圏 15万0657人 | 白河 都市圏 14万7080人 | 塙町            |
| 浅川町       | -                     | -                     | -                     | -                     | 白河 都市圏 15万0657人 | 白河 都市圏 14万7080人 | 浅川町          |
| 鮫川村       | -                     | -                     | -                     | -                     | 白河 都市圏 15万0657人 | -                      | 鮫川村          |
| 矢祭町       | -                     | -                     | -                     | -                     | -                      | 白河都市圏             | 矢祭町          |

- 2005年（平成17年）11月7日 - 旧白河市、西白河郡表郷村、東村、大信村の合体合併により、新市制の白河市が発足

#### 行政の取り組み
白河市が西郷村、泉崎村、中島村、矢吹町、棚倉町、矢祭町、塙町、鮫川村と定住自立圏形成協定を結び、しらかわ地域定住自立圏を形成している。